# Великов, Радослав
Радослав Маринов Великов (болг. Радослав Маринов Великов; род. 2 сентября 1983, Куцина, Великотырновская область, Болгария) — болгарский борец вольного стиля, бронзовый призёр летних Олимпийских игр 2008 года в Пекине, чемпион мира (2006), призёр чемпионатов Европы.